# Taxe sur les loyers élevés des logements de petite surface
Lire en ligne

Lire sur Légifrance

La taxe sur les loyers élevés des logements de petite surface (dite taxe Apparu) est une taxe française, en vigueur du 1er janvier 2012 au 31 décembre 2019, destinée à lutter contre la pratique de loyers abusifs pour les micrologements.

## Historique
Sur proposition du secrétaire d'État au logement Benoist Apparu, la loi de finances pour 2012 a introduit une nouvelle taxe, dite « taxe Apparu », sur les loyers élevés des logements de petite surface. Elle est codifiée à l'article 234 du code général des impôts. Le secrétariat au logement a fait le choix de la surtaxe plutôt que de plafonner les loyers afin de lutter contre la pratique de loyers abusifs pour les petites surfaces dans les grandes agglomérations car selon le Conseil d'analyse stratégique, « c'est la hausse des loyers des petites surfaces qui est la cause principale de l'augmentation globale des loyers ». Ainsi un propriétaire qui pratique un loyer deux fois supérieur au plafond se verra taxé de 40 % de ses revenus fonciers,. Charles de Courson pointe lors des débats le risque de développer le marché noir : « le bailleur va se caler sur le plafond fixé par le dispositif et demander un supplément de la main à la main ».
Un premier bilan est réalisé fin 2014. Le Haut comité pour le logement des personnes défavorisées s'étonne que, selon les chiffres de l'État, la taxe aurait seulement rapporté 1 325 € en 2013. « Pourtant, en réalisant une simple recherche des biens en location répondant aux critères de la taxe sur les micro-logements, on comptabilise plusieurs dizaines d'annonces de locations de logements devant être assujettis, principalement en région parisienne. » Le collectif Jeudi noir estime, pour sa part, que « soit Bercy ne sait plus compter, soit tous les bailleurs ont fraudé le fisc et continué à percevoir des loyers totalement aberrants sur le dos de locataires impuissants »,.
Le produit de 2014 est sensiblement le même. La taxe « n'avait engrangé que 1 354 € pour l'ensemble du territoire, d'après les chiffres des recettes de l'État communiqués au Parlement ». Pour le Haut comité pour le logement des personnes défavorisées, « l'une des explications de cette fraude massive tient dans le caractère strictement déclaratif de cette taxe ».
La même année, l'Inspection générale des finances (IGF) liste le prélèvement spécial parmi les 192 taxes à faible rendement. La mission préconise « la suppression de la taxe qui ne semble pas être véritablement mise en œuvre et apparaît obsolète du fait de la loi sur l'encadrement des loyers en cours d'adoption par le Parlement ».
Dans le cadre de la révision générale des taxes à faible rendement, l'Assemblée nationale adopte en 2019 un amendement visant à supprimer la taxe. L'article 21 de la loi n°2019-1479 de finances pour 2020 abroge la taxe Apparu. Sa suppression répond à un objectif de lisibilité et d'efficacité fiscal : son faible rendement ne lui permettait pas d'être un instrument efficace de la politique du logement, contrairement à l'encadrement des loyers prévu à l'article 140 de la loi portant évolution du logement, de l'aménagement et du numérique dite loi ÉLAN,.

## Caractéristiques

### Redevables
La taxe est payée par les propriétaires de logements :
- situés dans des zones géographiques se caractérisant par un déséquilibre important entre l'offre et la demande de logements,
- donnés en location nue ou meublée pour une durée minimale de neuf mois,
- et dont la surface habitable est inférieure ou égale à 14 m²,
- lorsque le montant du loyer mensuel, hors charges, des logements concernés dépasse un seuil fixé chaque année par décret.

Initialement fixé à 40 € par m² pour les loyers perçus en 2012 puis à 40,88 € par m² en 2013, ce seuil s'établit, pour 2014 à 41,37 €, pour 2015 à 41,61 €, pour 2016 à 41,64 €, pour 2017 à 41,64 €, pour 2018 à 41,95 €, et pour 2019 à 42,47 €.
Le taux de la taxe, varie en fonction de l'écart entre le montant du loyer mensuel charges non comprises et la valeur du loyer mensuel de référence, est fixé à :
- 10 % si l'écart est inférieur à 15 % de cette valeur ;
- 18 % si l'écart est supérieur ou égal à 15 % et inférieur à 30 % de cette valeur ;
- 25 % si l'écart est supérieur ou égal à 30 % et inférieur à 55 % de cette valeur ;
- 33 % si l'écart est supérieur ou égal à 55 % et inférieur à 90 % de cette valeur ;
- 40 % si l'écart est supérieur ou égal à 90 % de cette valeur.

### Produit
Le produit de la taxe est affecté au budget de l'État.
Lors du projet de loi de finances pour 2015, Albéric de Montgolfier rapporteur général de la commission des finances, indique que la taxe « n'a rapporté que 542 000 euros en 2014, dont 540 800 euros pour 431 redevables au titre de l'impôt sur le revenu et 1 354 euros pour un redevable au titre de l'impôt sur les sociétés. D'ailleurs, la loi de règlement ne fait apparaître qu’un seul montant : 1 354 euros. On ne sait donc pas pourquoi elle est renseignée pour les sociétés, et non pour les particuliers. Cela pose tout de même question quant à la fiabilité des chiffres ! » Et de conclure qu'il « existe donc, en ce qui concerne cette taxe, un problème de recouvrement et de déclaration, avec des fraudes sans doute manifestes ».
Le rapporteur du projet de loi de finances pour 2020 au Sénat souligne que « les chiffres donnés en loi de règlement présentent d'ailleurs un caractère douteux ». Alors que les annexes des projets de loi de règlement relatives aux recette de 2014 à 2017 indiquent de minuscules montants, le ministre de l'action et des comptes publics, Gérald Darmanin, a indiqué lors de l'examen en séance publique, à l'Assemblée nationale que le rendement de cette taxe était plus de 500 000 euros, soit au moins 200 plus important que les chiffres publiés.
Pour sa dernière année, 290 000 € ont été collectés et la DGFiP a sanctionné 300 contribuables.
| 2013    | 2014    | 2015    | 2016    | 2017    | 2018 | 2019      |
| ------- | ------- | ------- | ------- | ------- | ---- | --------- |
| 1 325 € | 1 354 € | 2 463 € | 1 654 € | 1 654 € | -    | 290 000 € |